# 反魂丹
反魂丹（はんごんたん）は、丸薬の一種。胃痛・腹痛などに効能がある。日本において、中世より家庭用医薬品として流通した。

## 語源
「反魂」は、死者の魂を呼び戻す、つまり死者を蘇生させるという意味であり、「反魂丹」は、もとは中国の説話等に登場する霊薬の呼び名である（説話中に登場する類似のものに、焚くと死んだ者の姿が現れる香・反魂香がある）。

## 歴史
室町時代、堺の商人・万代掃部助（もず かもんのすけ）が中国人から処方を学び、家内で代々伝えてきた。万代家（後に読みを「もず」から「まんだい」に変更）は3代目の時に岡山藩に移り住み、医業を生業とし、8代目の頃には岡山藩主・池田忠雄のお抱え医となるに至った。
越中富山藩主・前田正甫が腹痛を起こした際、万代の反魂丹が効いたことから、正甫は1683年（天和3年）に万代家11代目・万代常閑（まんだい じょうかん）を富山に呼び寄せ、処方のレクチャーを受けた。それ以降、正甫は独自に調合させた「反魂丹」を印籠に入れて常時携帯した。
1690年（元禄3年）、江戸城内において、三春藩主・秋田輝季が激しい腹痛を訴えたため、その場に居合わせた富山藩主・前田正甫が常備薬として携帯していた反魂丹を服用させたところ、すぐに腹痛は治まった。これを見ていた諸大名がこの薬効に驚き、自分たちの藩内での販売を頼んだ。正甫は薬種商の松井屋源右衛門に反魂丹を製造させ、諸国に行商させた。この松井屋による行商が、富山の売薬に代表される医薬品の配置販売業のもととなった。

## 薬効・処方
過去
江戸時代の反魂丹の特徴は龍脳が配合されていることであり、またその他20数種の生薬・鉱物成分が配合された処方であったことが過去の文献にみられる。一例は以下のようなものである。
- 龍脳、牽牛子、枳実、枳殻、胡黄連、丁子（丁香）、木香、黄芩、連翹、黄連、縮砂、乳香、陳皮、青皮、大黄、鶴虱、三稜、甘草、赤小豆、蕎麦、小麦、麝香、熊香、白丁香、雄黄、辰砂

なお、1874年（明治7年）の毒劇薬取締法施行、不良薬品取締罰則通達、1877年（明治10年）の毒劇薬取扱規則施行などを受け、ヒ素成分を含む雄黄が配合成分から削除され、その後変遷して現代の処方に至る。
当時の反魂丹の薬効について、江戸期から明治期にかけての文献には以下のような記述がある。
- 『新増補家伝預薬集』には「儒門事親に癇を治すとあり」と記されている。
- 『上池秘録』には「心痛、腹痛、胃管痛、胸膈痞塞、五噎、五膈、積聚、腹中満悶、吐瀉等の諸庄を治す」と記されている。
- 『袖珍医便』には「心痛、腹痛、食傷、痢病、泄瀉、積聚、霍乱、吐瀉、又小児の諸疳、驚悸、癲癇等の症を治す」と記されている。
- 反魂丹の包装等に記載された効能書の変遷。江戸～明治初期と見られるものには「食傷など一切の腹痛、霍乱など眩暈立ち眩み、小児かんむし、酒の酔い醒ましほか万病に用いる」とある。明治に入ると「腹痛・食あたり、癪痞」の記載のみとなった。

現代の反魂丹処方の例

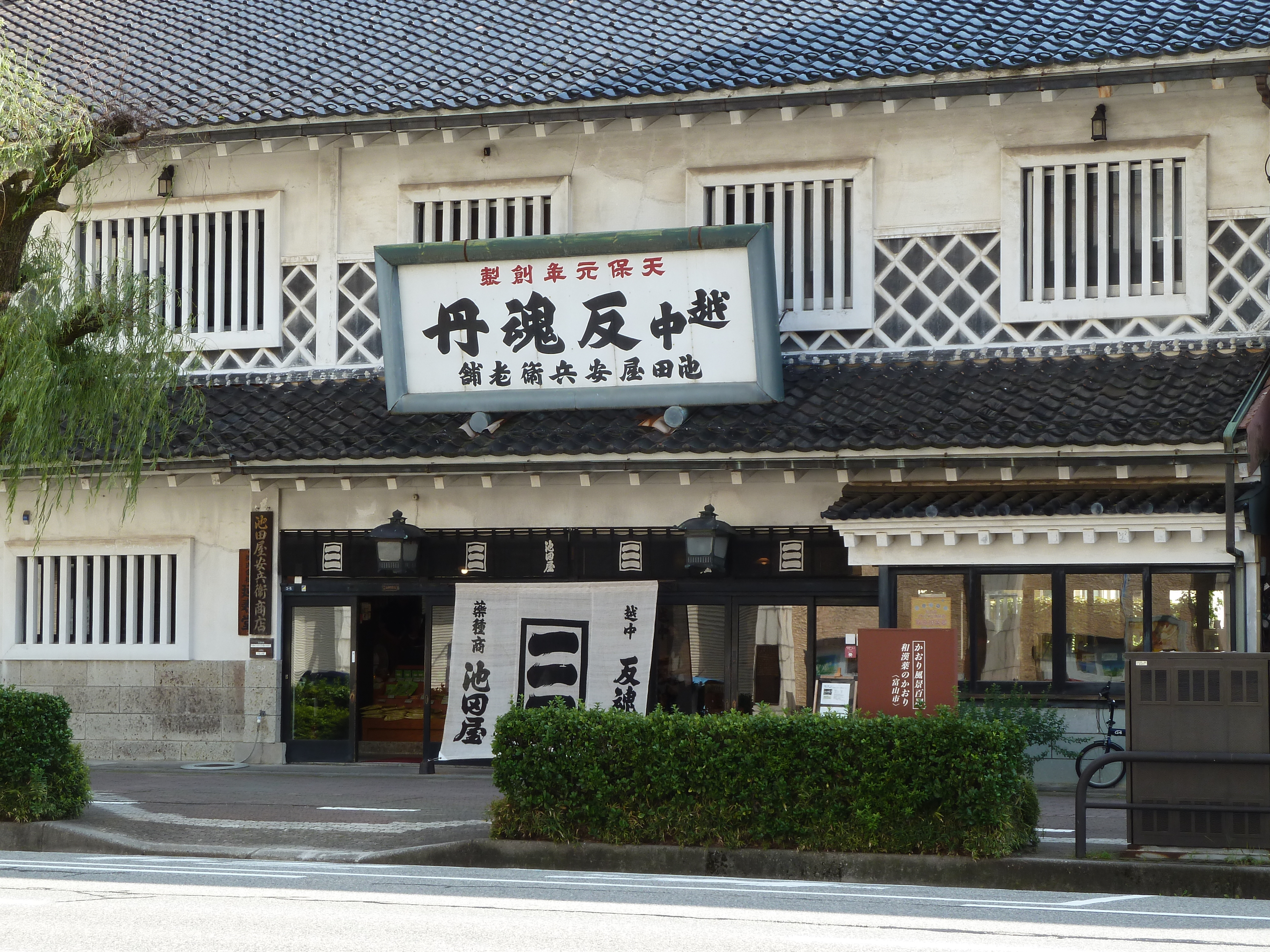
池田屋安兵衛商店外観

- 池田屋安兵衛商店の処方（1日量）:オウレン末(50mg)、センブリ末(50mg)、ショウキョウ末(30mg)、牛胆末(160mg)、ウルソデオキシコール酸（15mg：熊胆の主成分）[7]
- 丸三製薬の処方（1日量）：アミノ安息香酸エチル(450mg)、オウバク末(450mg)、ロートエキス(60mg)、センブリ末(50mg)

現代における処方による薬効は、消化液および胆汁の分泌促進であり、胃もたれや食欲不振に対する効能がうたわれている。

## その他

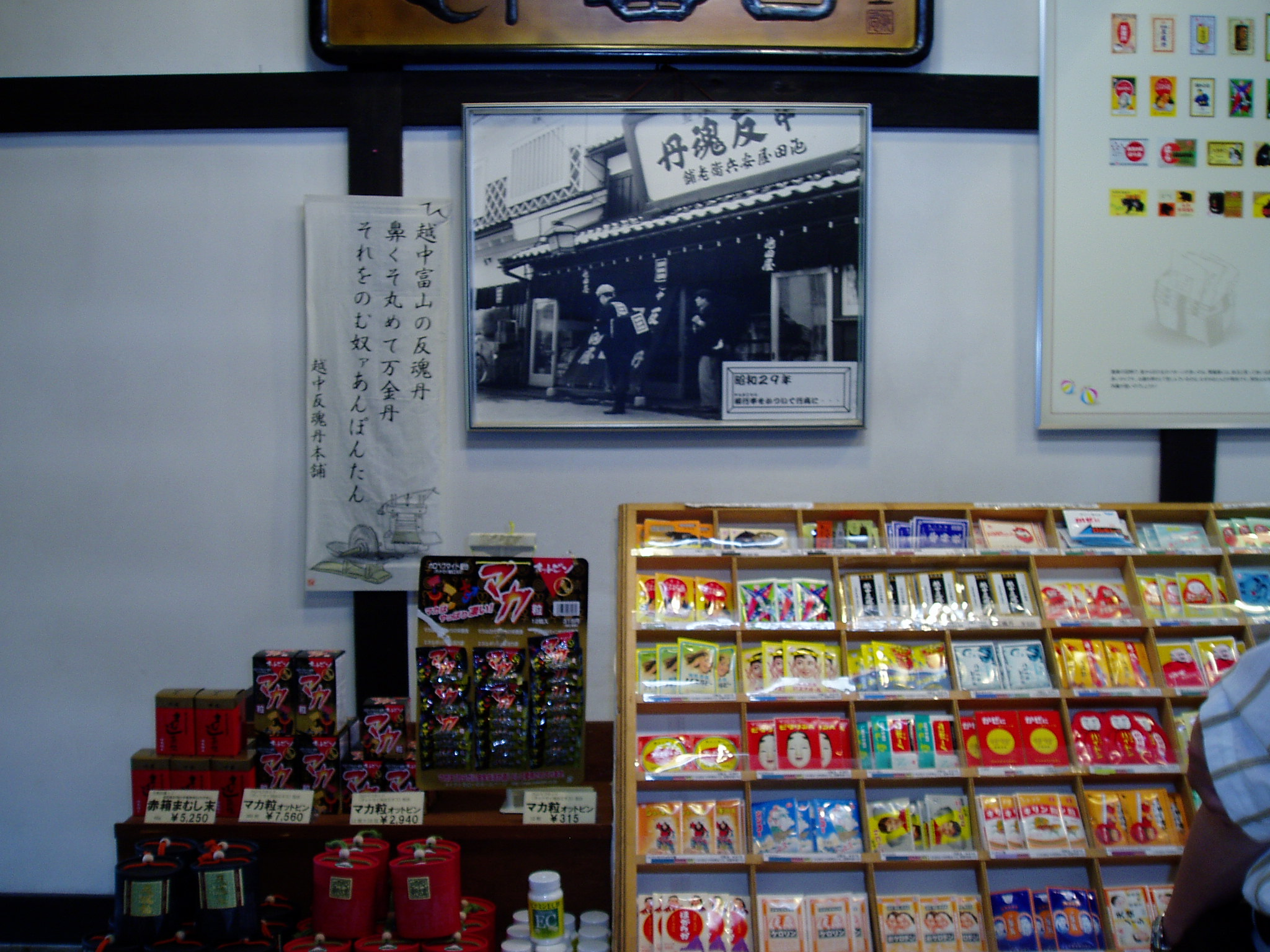
池田屋安兵衛商店の店内。「はなくそ丸めて……」の地口が掲示されている

- 「越中富山の反魂丹、はなくそ丸めて萬金丹、それを呑む奴あんぽんたん」という地口が全国的に知られる。
- 富山県高岡市の美都家製造の和菓子に、「反魂丹」に似せたチョコレート菓子「反魂旦」（はんこんたん）がある。